# Tanga (região)
Tanga é uma região da Tanzânia. Sua capital é a cidade de Tanga.